# Chiesa di Tutti i Santi (Horsham)
La chiesa di Tutti i Santi (in inglese All Saints Church) è il luogo di culto anglicano che si trova a Buncton, piccolo villaggio nella parrocchia civile di Wiston ad Horsham nell'omonimo distretto del West Sussex, in Inghilterra. La chiesa risale all'XI secolo, rientra nella diocesi di Chichester ed è considerato monumento di prima categoria per il suo particolare interesse storico e architettonico.

## Storia

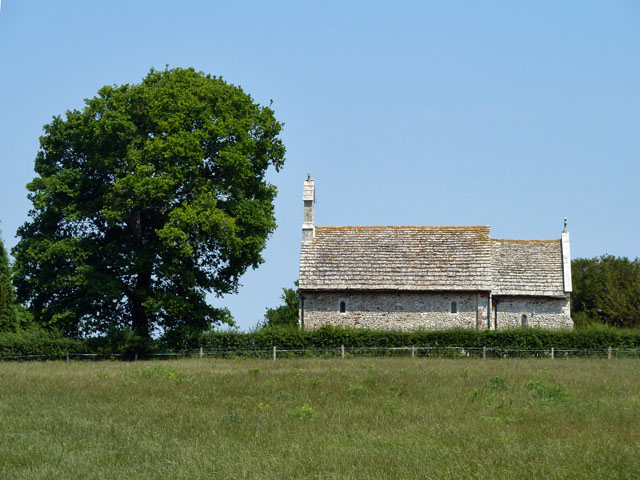
Visione d'insieme della chiesa di Tutti i Santi

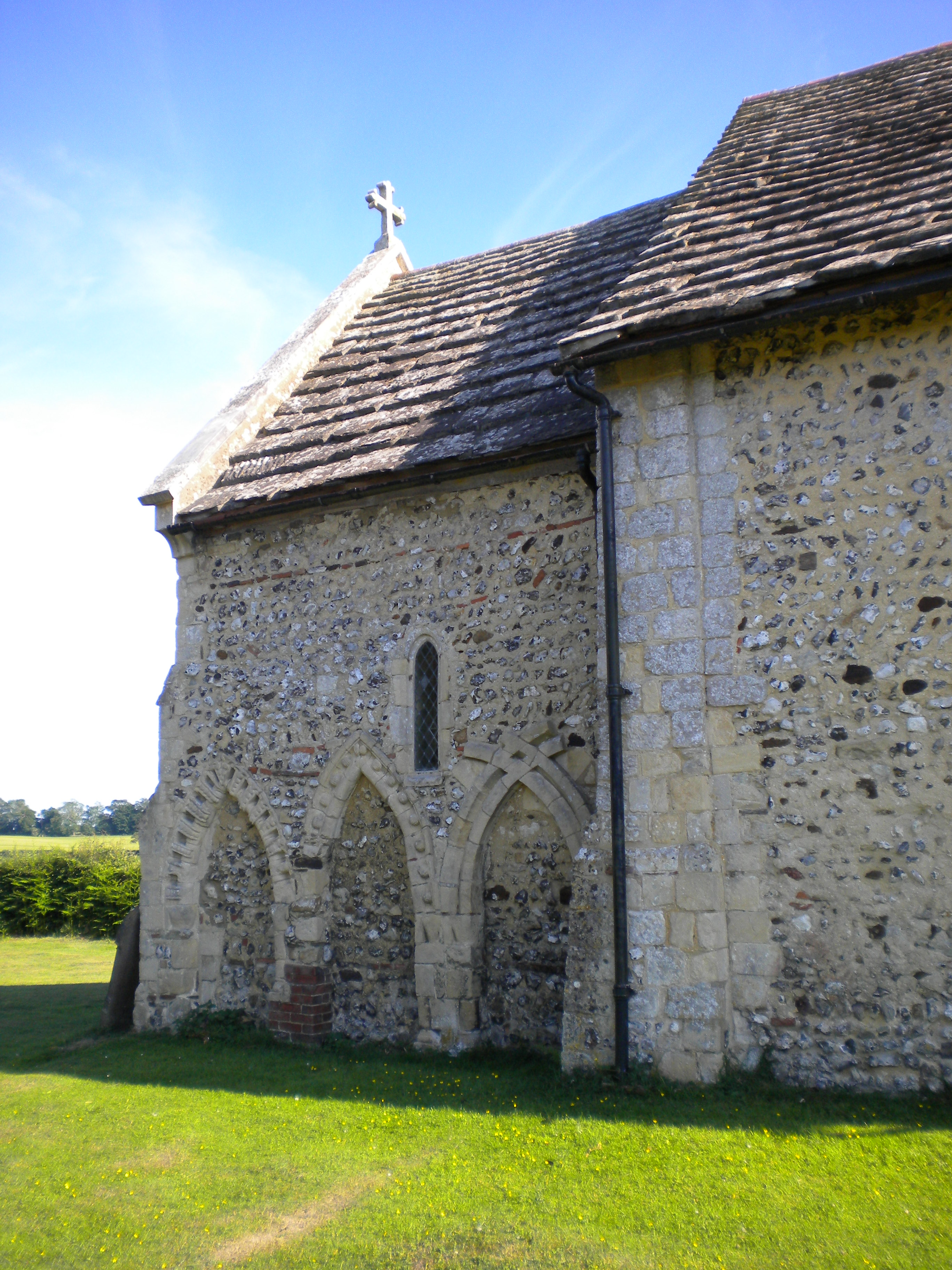
Chiesetta di Buncton con le aperture tipicamente gotiche murate ben visibili

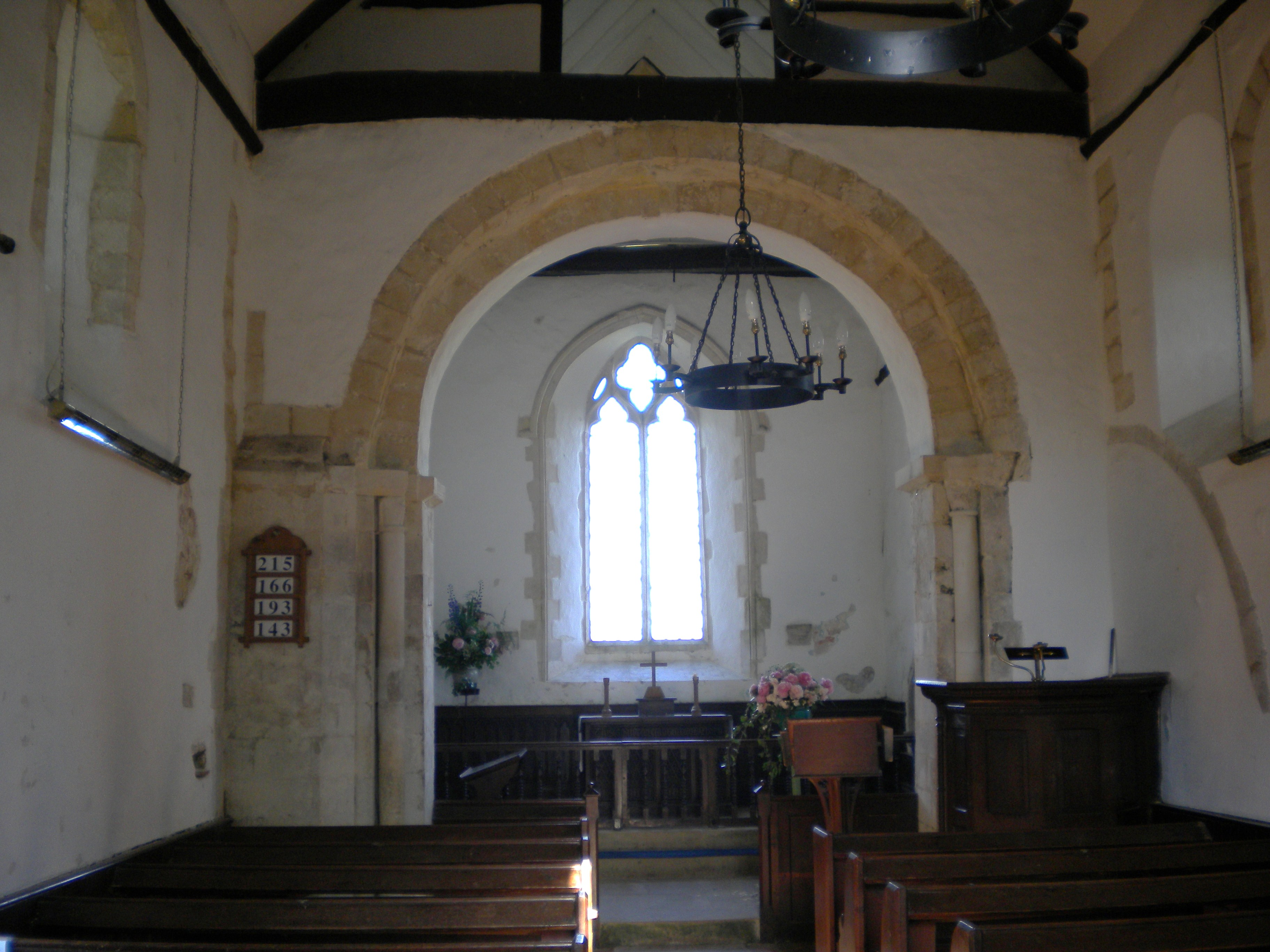
Interno della sala con arco santo

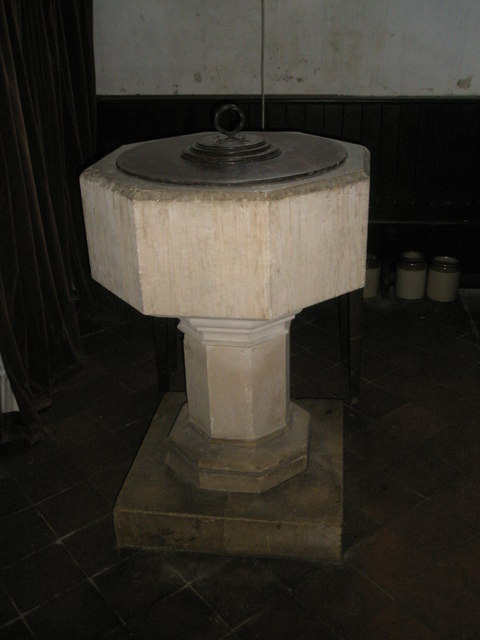
Interno della sala, fonte battesimale

L'insediamento di Buncton, vicino a Steyning, esisteva all'epoca del Domesday Book, quando si chiamava Bongtune. Intorno al 1086 nel villaggio risiedevano ventisei famiglie. Un tempo c'era una casa padronale medievale situata nelle vicinanze, che fu sostituita da una del XVII secolo. La piccola cappella a due celle probabilmente risale all'XI secolo, ma è stata modificata utilizzando materiale dei secoli XII e XIV che potrebbe provenire da altri siti. La data delle ultime modifiche è incerta, ma è più probabile che sia la metà del XVIII secolo. Buncton era sede di una parrocchia nel 1323, anche se circondata da quella di Wiston, con cui poi venne unita. Probabilmente questa situazione è stata causata dalle diverse proprietà terriere nelle due aree. Come parrocchia deve essere stata molto piccola e nel XV secolo fu unita ad Ashington, dopo di che l'edificio fu generalmente considerato come una semplice cappella. A prima vista questa chiesetta sembra essere una piccola struttura dell'XI secolo con navata e presbiterio, con muri costruiti con macerie che includono frammenti di mattoni. Questo ha fatto ipotizzare che potrebbero provenire da una villa romana che si dice sia stata trovata a mezzo miglio di distanza. L'arco del presbiterio potrebbe essere dell'XI o del XII secolo. Sull'abaco del capitello a nord c'era una figura grezza di lato, variamente vista come maschile o femminile e sopra c'era un tondo con tratteggio e quello che sembrava un vassoio con pani. Tutta questa parte è stato purtroppo scalpellata via nel 2004. Potrebbero essere state la raffigurazione di Adamo al momento della creazione con il Creatore che assume la forma del tondo e il vassoio attorno potrebbe aver contenuto melograni, che rappresentano il paradiso. L'abaco sul lato sud, vuoto e per la maggior parte visibilmente più tardo, potrebbe aver avuto una raffigurazione correlata di Eva. Non c'è modo di dimostrarlo, ma l'ipotesi, almeno per quanto riguarda Adamo, è plausibile. Lo stile della figura si adatterebbe a una datazione all'XI secolo. Le modifiche che interessarono la chiesa realizzate nel XIII secolo includono piccole modifiche nel presbiterio, probabilmente per creare più spazio per un altare della navata. Inoltre il presbiterio presenta ulteriori stranezze. Le parti inferiori del muro orientale sono costituite da blocchi di pietra squadrati malamente posati ma ben scolpiti e il traforo a quadrifoglio della finestra orientale è distorto, come se provenisse da altro luogo. Nel tardo medioevo era consueto allungare i presbiteri e solo l'esame archeologico potrebbe dimostrare se la chiesa sia mai stata più lunga. Anche le pareti laterali sono state modificate. I conci di tre archi a sesto acuto a nord all'esterno sono distorti e destinati ad archi a tutto sesto. Quindi la cappella risale all'XI secolo, ma la struttura di base è stata alterata. La parte sud-est della navata è datata 1758. Nelle vicinanze non c'era carenza di materiale antico disponibile, come presso il priorato di Sele, con le chiese di Steyning e Bramber e il castello di Bramber. Un'ipotesi è che il materiale sia stato venduto dai monaci di Sele che notoriamente si erano impoveriti. Che i monaci abbiano venduto il materiale ad una data attorno al periodo dello scioglimento del priorato (nel 1474-1480) è verosimile, ma una data successiva a quel periodo sarebbe ugualmente accettabile. Gli anni precisi e l'entità degli interventi restaurativi realizzati nel XIX secolo non sono del tutto noti. Il campanile in pietra non è raffigurato in uno schizzo risalente al 1842, ma è presente in un'incisione del 1856. Non è visibile alcuna finestra a sud, ma nel 1871 ne vengono menzionate due, suggerendo lavori tra queste due date. C'è anche un contrafforte sicuramente del XIX secolo sul lato sud del presbiterio. L'unico lavoro di restauro certo del XX secolo fu eseguito nel 1906 da G. S. Mitchell e si dice che abbia incluso nuove coperture per i tetti. Questi sono intonacati all'interno, ma le capriate esposte sembrano vecchie, forse del XIV o XV secolo. Poiché il lavoro costò solo 200 sterline è improbabile si sia trattato di un completo rinnovo.

## Descrizione
La chiesa di Tutti i Santi a Buncton dal 15 marzo 1955 viene giudicata un edificio di particolare interesse storico e architettonico in Inghilterra o Galles, classificata come monumento di prima categoria.

### Esterni
La chiesa di Tutti i Santi si trova a Buncton, piccolo villaggio parte della parrocchia civile di Wiston ad Horsham nell'omonimo distretto del West Sussex, in Inghilterra.
Si tratta di una piccola chiesa che per la sua architettura è considerata di origine in parte sassone e in parte normanna. Costruita in pietra, il principale materiale da costruzione della chiesa è la selce. Questo è un fatto comune a molte chiese del Sussex costruite in epoca medievale, poiché era un materiale facilmente reperibile localmente. Il luogo di culto è raggiungibile attraverso una stretta conca boscosa, attraversata da un ruscello. Un piccolo ponte pedonale conduce alla chiesa e al suo cimitero. La chiesa conserva alcune tegole e parti costruttive risalenti all'epoca romana, nel senso che i materiali impiegati vennero reimpiegati da edifici precedenti. Una strada romana un tempo passava nelle sue vicinanze e nel 1848 gli scavi hanno scoperto che un tempo esisteva una grande villa romana nella zona. Sembra così probabile che alcuni materiali che facevano parte di quella villa siano stati incorporati nella costruzione della chiesa.

### Interni
La sala interna è a navata unica e suddivisa in due parti, con un ampio e alto presbiterio, non usuale per una chiesa piccola come questa. L'arco del presbiterio un tempo aveva, sui suoi capitelli, incisioni abbastanza misteriose che purtroppo in parte sono state scalpellate e distrutte nel 2004. Si pensa si trattasse di una forma umana scolpita progettata per allontanare il male. Potrebbe anche essere stata una raffigurazione di Adamo al momento della sua creazione, con un'ulteriore scultura di un piatto di pane o forse dei melograni sopra che rappresentano l'Eden. Il presbiterio della chiesa fu modificato nel XIII secolo e la chiesa in quel periodo fu arricchita di una finestra gotica. Gli archi normanni decorati forse vennero portati da un altro edificio, il priorato benedettino di Sele, fondato prima del 1126. Nella sala l'opera d'arte più interessante è un piccolo dipinto decorativo del XIII o XIV secolo del quale si hanno poche informazioni.